# Procatedral del Santísimo Nombre de Jesús
La Procatedral del Santísimo Nombre de Jesus o del Santo Nombre de Jesús es la Procatedral del Patriarcado latino de Jerusalén, lugar donde este tiene su cátedra. Está ubicada en el barrio cristiano de Jerusalén, dentro de la Ciudad Vieja, aproximadamente a medio camino entre la Puerta Nueva y la Puerta de Jaffa. 
Hasta el año 2022 ostentaba el estatus de concatedral, pero esta fue cambiada a la de procatedral para destacar su singularidad respecto a la Basílica del Santo Sepulcro, catedral del Patriarcado. 

## Historia
En 1847 el Papa Pío IX restauró el Patriarcado Latino de Jerusalén, estando Levante bajo la autoridad de la administración otomana. La Basílica del Santo Sepulcro en la Ciudad vieja de Jerusalén se erigió como catedral latina, aunque ya era sede de la cátedra del patriarca ortodoxo. Sin embargo, el patriarca latino sólo podía celebrar allí en los tiempos y espacios asignados a la comunidad franciscana de la Custodia de Tierra Santa, como consecuencia del statu quo dispuesto por firmanes otomanos de 1757 y que se renovaría en 1852 tras el restablecimiento del patriarcado. 
Dado que la sede del patriarca latino no se pudo ubicar físicamente en la basílica del Santo Sepulcro, en 1860 el primer patriarca, monseñor Giuseppe Valerga inició las gestiones para conseguir un terreno para construir una concatedral. El terreno, situado en la Ciudad Vieja de Jerusalén, fue comprado al Patriarcado ortodoxo y la construcción de la concatedral, de estilo gótico, comenzó en 1862. El 11 de febrero de 1872 el patriarca Valerga presidió la ceremonia de consagración del nuevo templo, coincidiendo con el vigésimo quinto aniversario de su consagración como Patriarca de Tierra Santa. Junto a la concatedral se estableció también la curia y la residencia del patriarca.
El templo poseía capacidad para albergar a 500 fieles y se coronó con un campanario. A pesar de sus sólidos cimientos, la concatedral sufrió graves daños estructurales tras el terremoto de Jericó del 11 de julio de 1927, que afectó también a 300 casas de la ciudad y dañó las cúpulas del Santo Sepulcro y la Mezquita de al-Aqsa.
A este percance seguiría 20 años después la explosión de unas minas terrestres y de proyectiles de mortero durante la guerra árabe-israelí de 1948. Estos causaron el destrozó de las vidrieras y de las tejas. El daño en el tejado causó que un grave deterioro de las pinturas de los santos del techo abovedado del templo.
En consecuencia, en 1984 el patriarca Giacomo Giuseppe Beltritti contrató al arquitecto alemán Arnold Wolf para planificar y dirigir la restauración. La actividad se desarrolló entre 1986 y 1988, buscando restablecer el templo conforme a su diseño original de ornamentación y estructura, a la vez que se acomodaba a las directrices fijadas tras la reforma litúrgica iniciada tras el Concilio Vaticano II. Así pues, se limpió la bóveda y se restauraron las pinturas murales originales de Vincenzo Pacelli; se recuperó el dorado del altar principal y se renovó el suelo con mármol blanco e incrustaciones de mármol negro. 
En el año 2022 el Patriarcado hace efectivo el cambio de denominación de concatedral a procatedral, de manera que ilustre mejor su estatus particular e insistir en la singularidad de la Basílica del Santo Sepulcro como catedral del Patriarcado.
A lo largo de su historia, la procatedral ha sido honrada con las visitas del los Papas Pablo VI en 1964, Juan Pablo II en 2000, el Año Santo, y el Papa Benedicto XVI en 2009, y Francisco en 2014.

## Arquitectura
El plano de la procatedral es de planta de cruz griega, con una longitud de 28 metros y un ancho de 24 metros. La nave central tiene un ancho 8,5 m y las laterales de 4,5 m, con acceso a capillas laterales.
EL interior posee cuatro vidrieras que marcan los extremos de la cruz. Tres de ellas tienen la misma forma: la vidriera sobre el altar mayor representa a Cristo resucitado como vencedor sobre la muerte, la de la izquierda muestra la Crucifixión, y la de la derecha representa la Adoración de los Magos. La vidriera trasera de forma circular representa a los Cuatro Evangelistas y al Cordero en medio.
La iglesia cuenta con cinco altares, tres en la nave central y dos en las laterales. A estos se suman dos altares menores a los lados del transepto.
El altar mayor está flanqueado a la derecha por el altar del Santísimo Sacramento y a izquierda por el de San José. El altar mayor está recubierto con pan de oro es obra de la Casa Poussielgue de París, siguiendo los dibujos de alumnos de Eugène Viollet-le-Duc. El emperador Francisco José I de Austria fue el donante principal. De las estatuas esculpidas por Désiré Froc-Robert destacan las del altar. Representan a San Luis de Francia y la corona de espinas, Santa Elena, Santiago el Mayor y San Juan Bautista. Napoleón III donó la representación de la Virgen y de la Niño Jesús del lado izquierdo.

## Patrimonio
- En medio del flanco derecho del altar de la Virgen de los Dolores, y en el lado opuesto una réplica exacta de la estatua de San Pedro de la basílica vaticana de Roma, cerca del altar del Corazón Inmaculado de María.[7] Este altar está ubicado de bajo de un cuadro de la Virgen de la escuela de Murillo y flanqueado por las estatuas de los santos Cirilo y Metodio.
- A la derecha del altar de la Virgen de los Dolores, se encuentra el altar del Espíritu Santo.
- La iglesia está decorada con numerosas estatuas y vidrieras de estilo neogótico, procedentes del taller Lorin de Chartres.
- El cuadro ubicado encima del altar del Espíritu Santo representa Pentecostés.
- Los frescos de los arcos son obra de Vincenzo Pacelli.
- El suelo está recubierto de un pavimento de mármol blanco de Livourne (como en las andaduras de los altares) rodeado de piedra negra de Mar Muerto.
- El púlpito es de estilo neogótico, obra de la Casa Poussielgue y donado por los fieles de París.
- El órgano proviene de la Casa Bassani, de Venecia.
- La cripta acoge las sepulturas de los patriarcas y otros miembros de la Custodia.

## Imágenes del interior

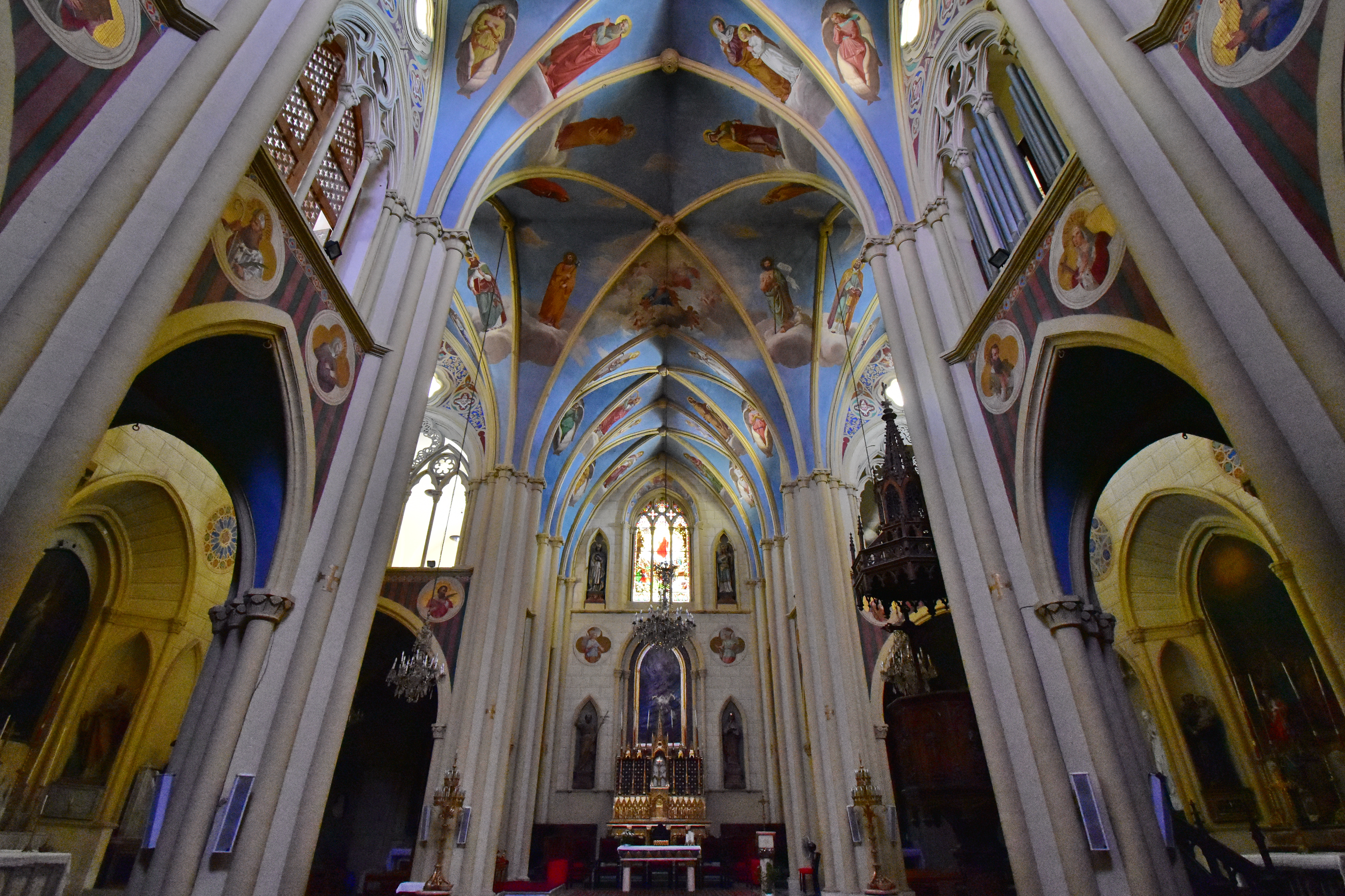
Nave central
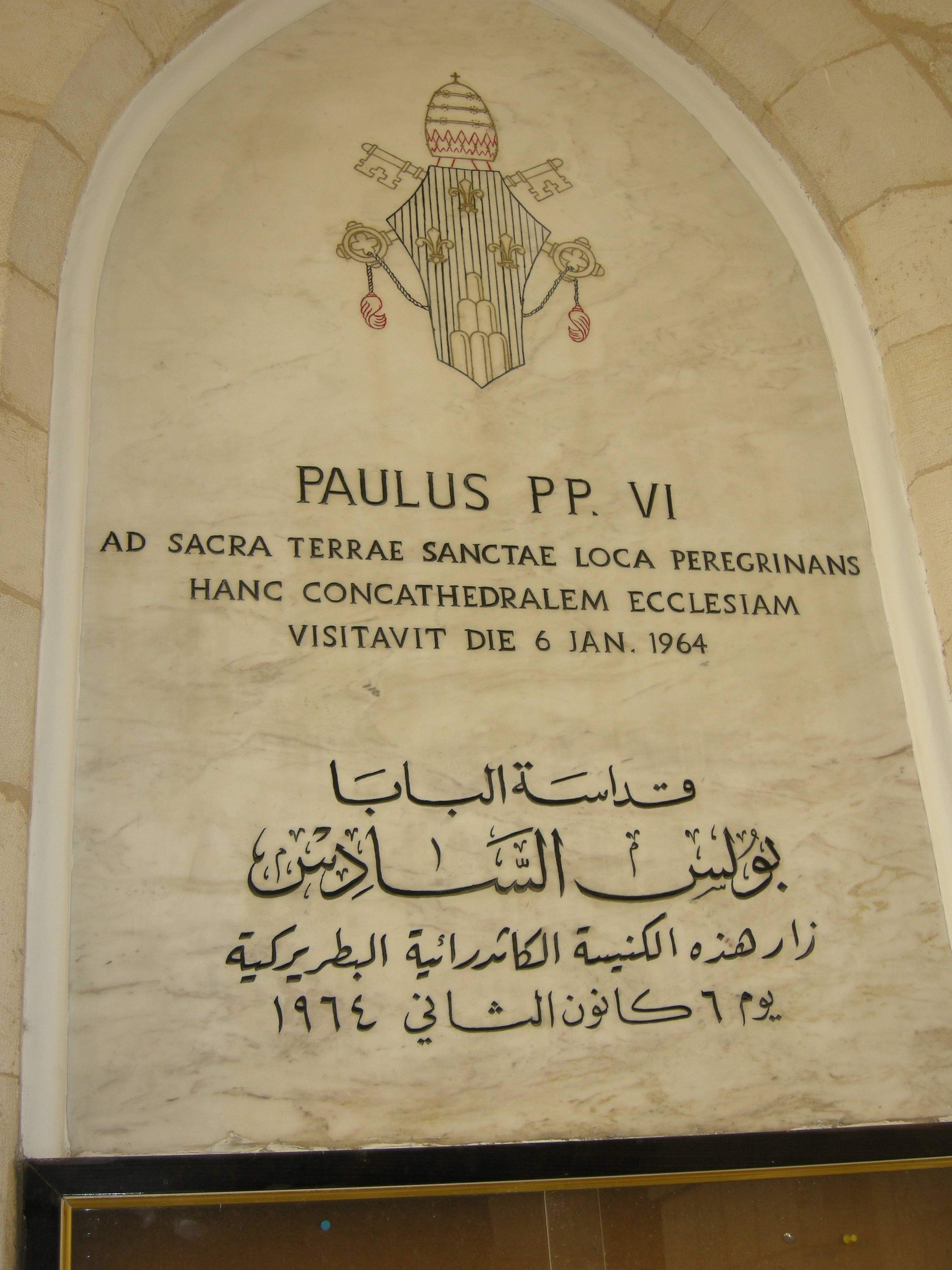
Placa conmemorativa de la visita de Pablo VI
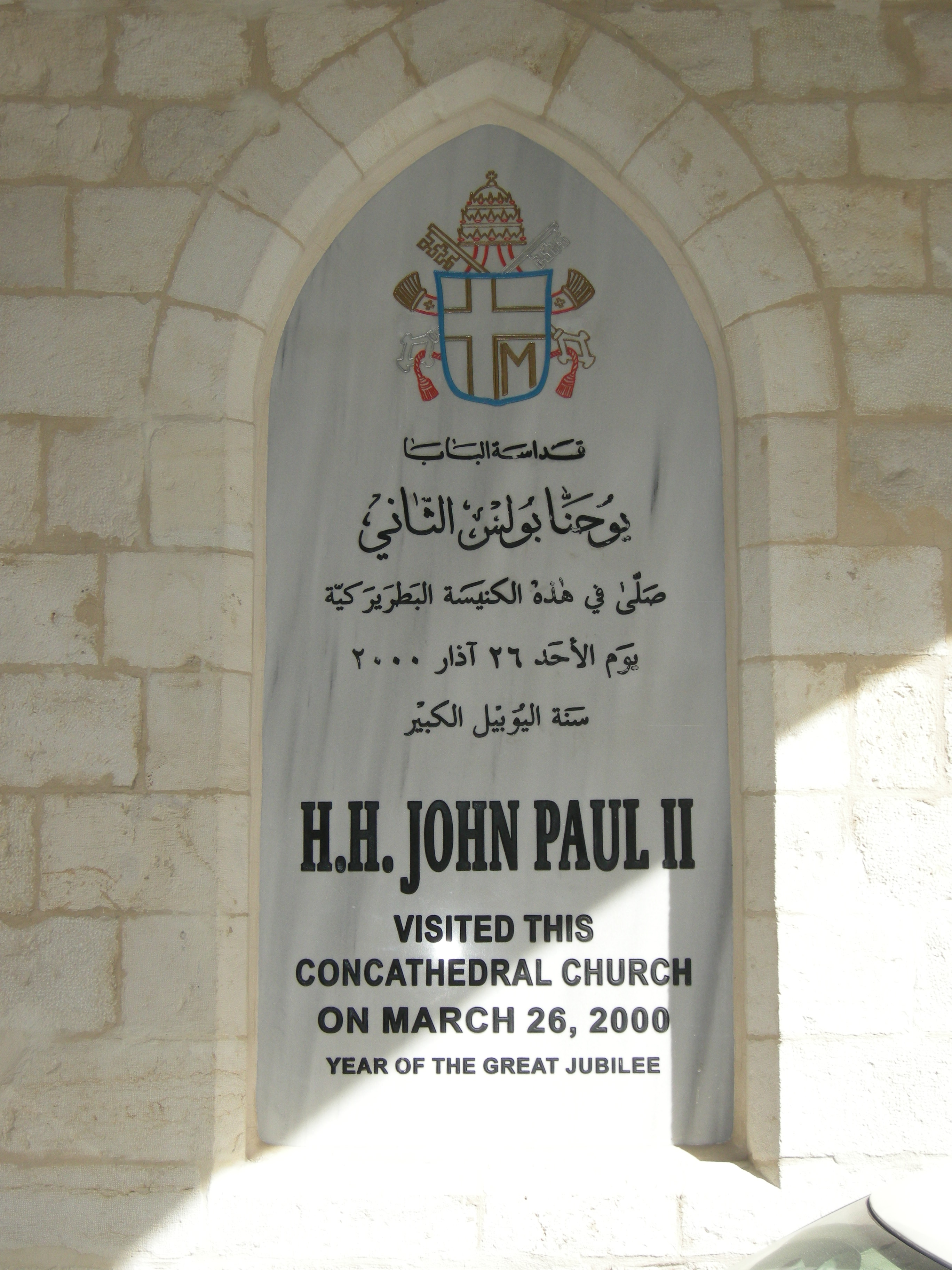
Placa conmemorativa de la visita de Juan Pablo II
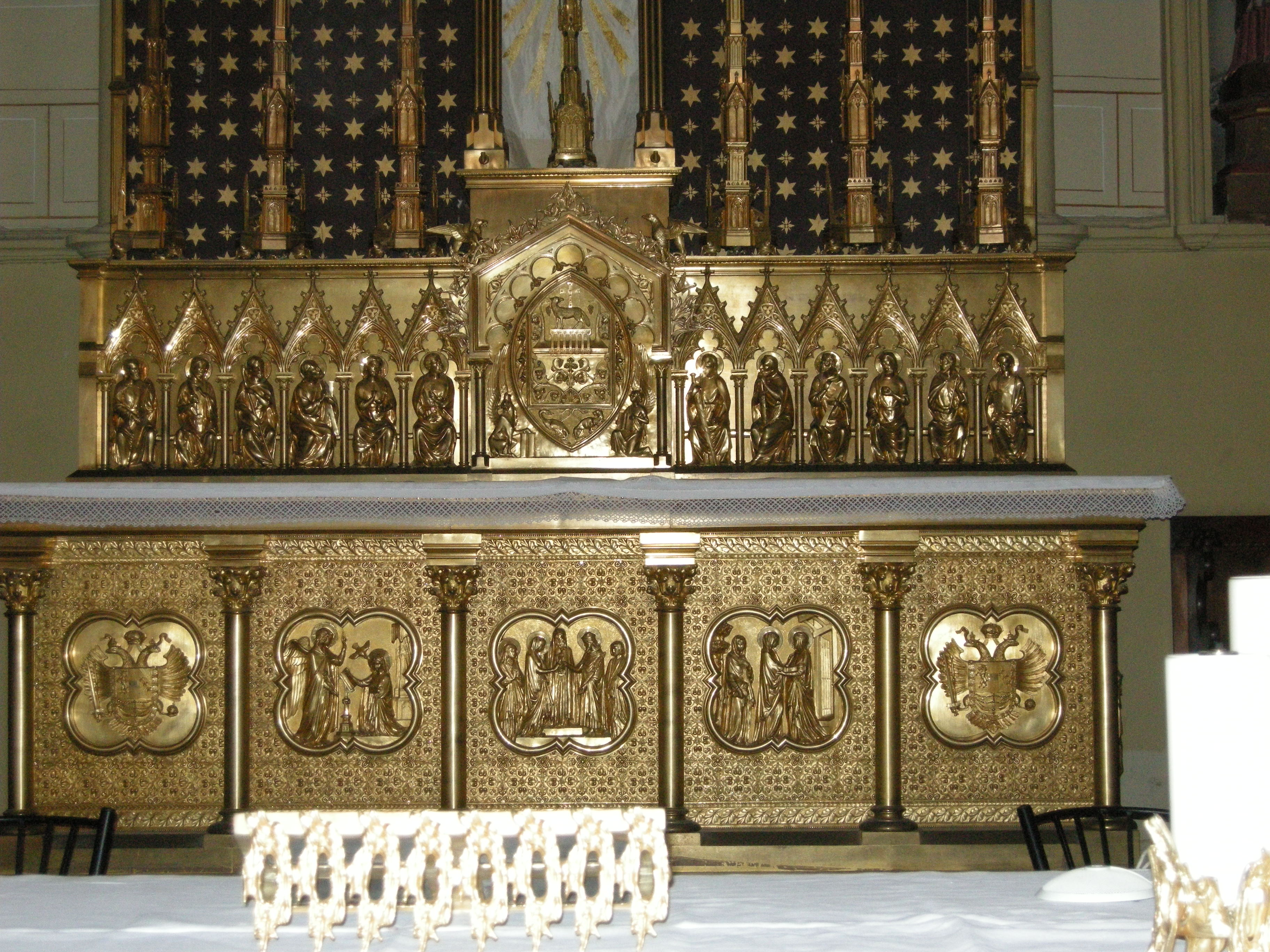
Detalle del altar mayor
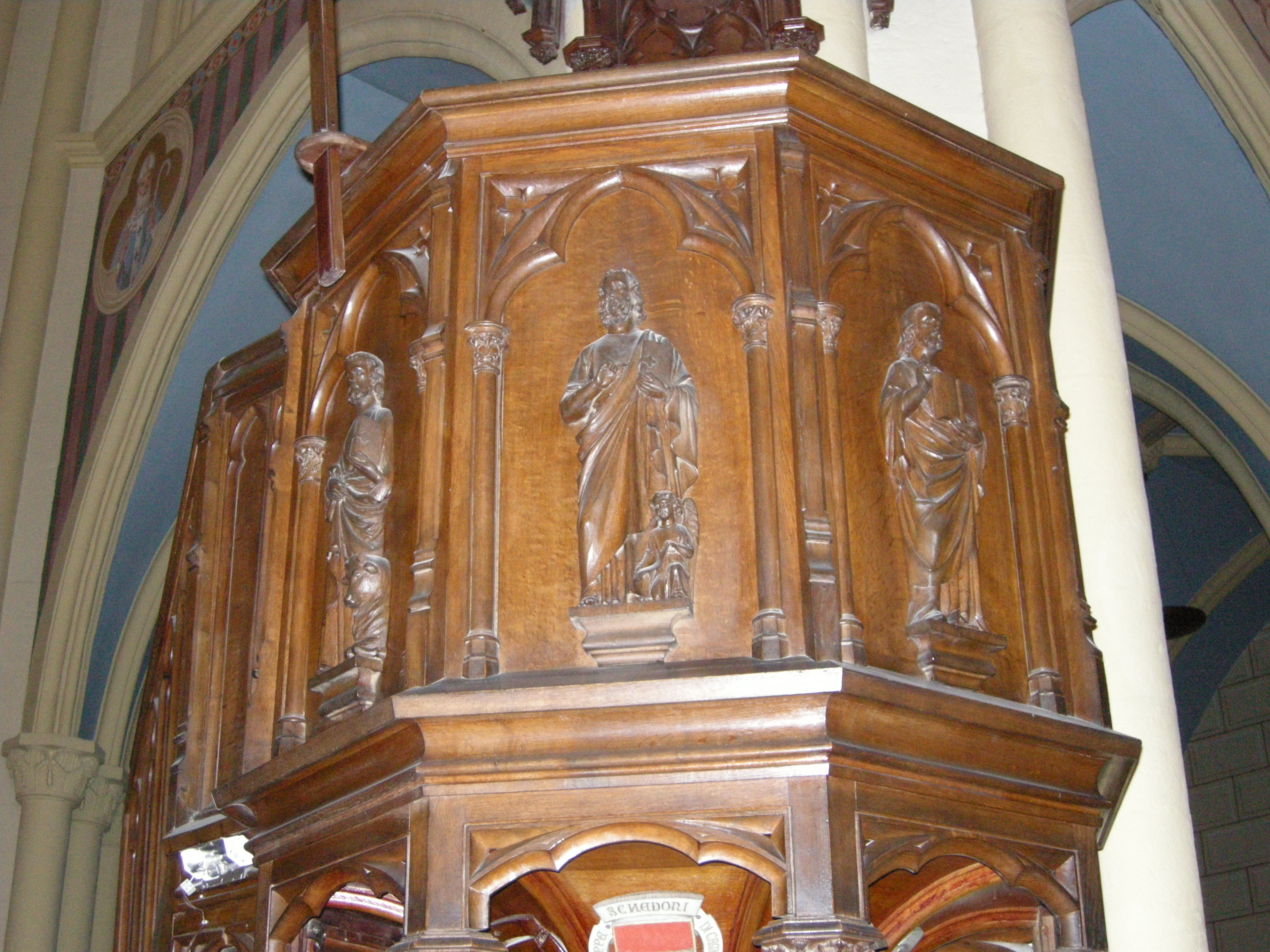
Púlpito
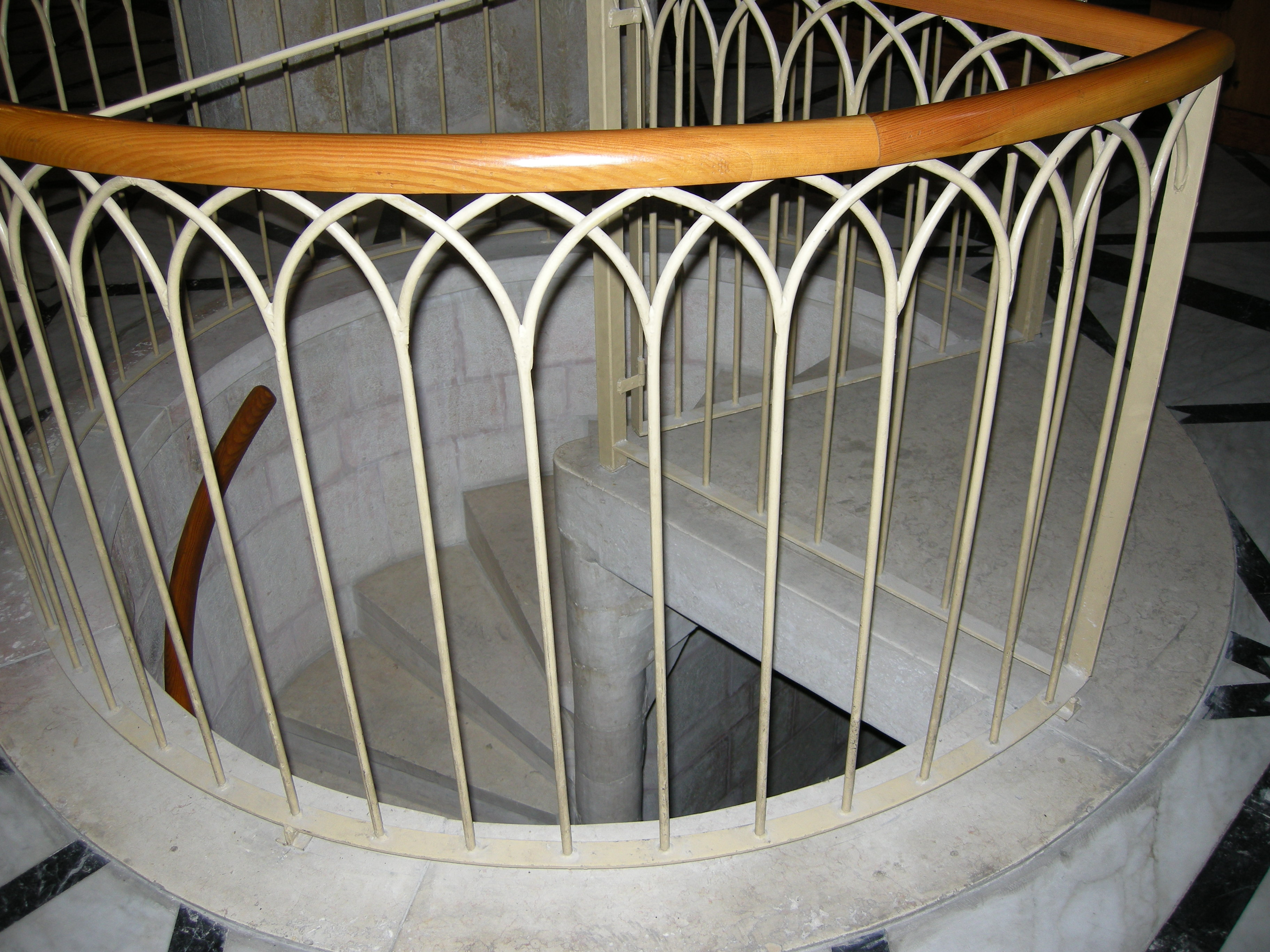
Bajada a la Cripta
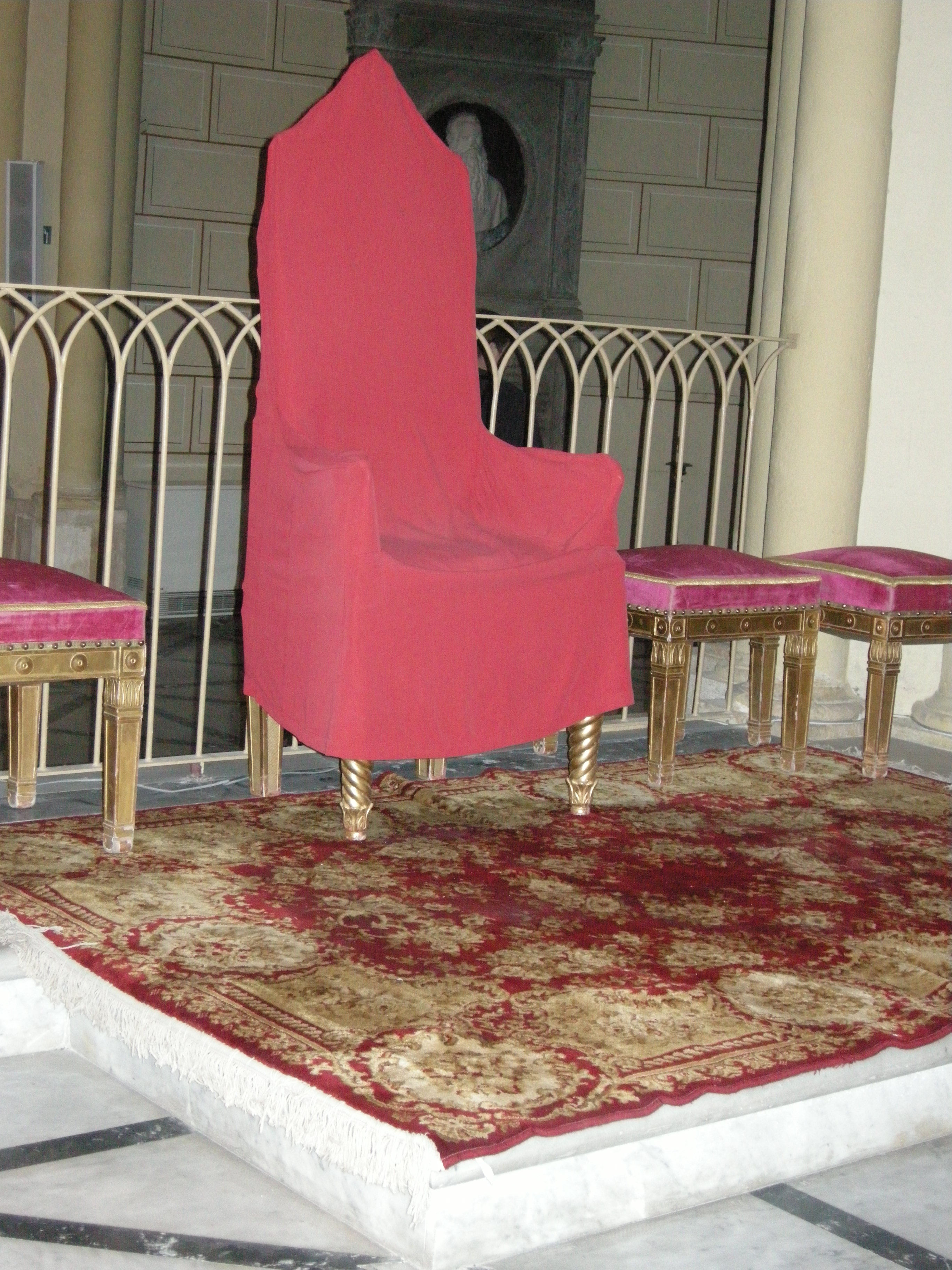
Cátedra
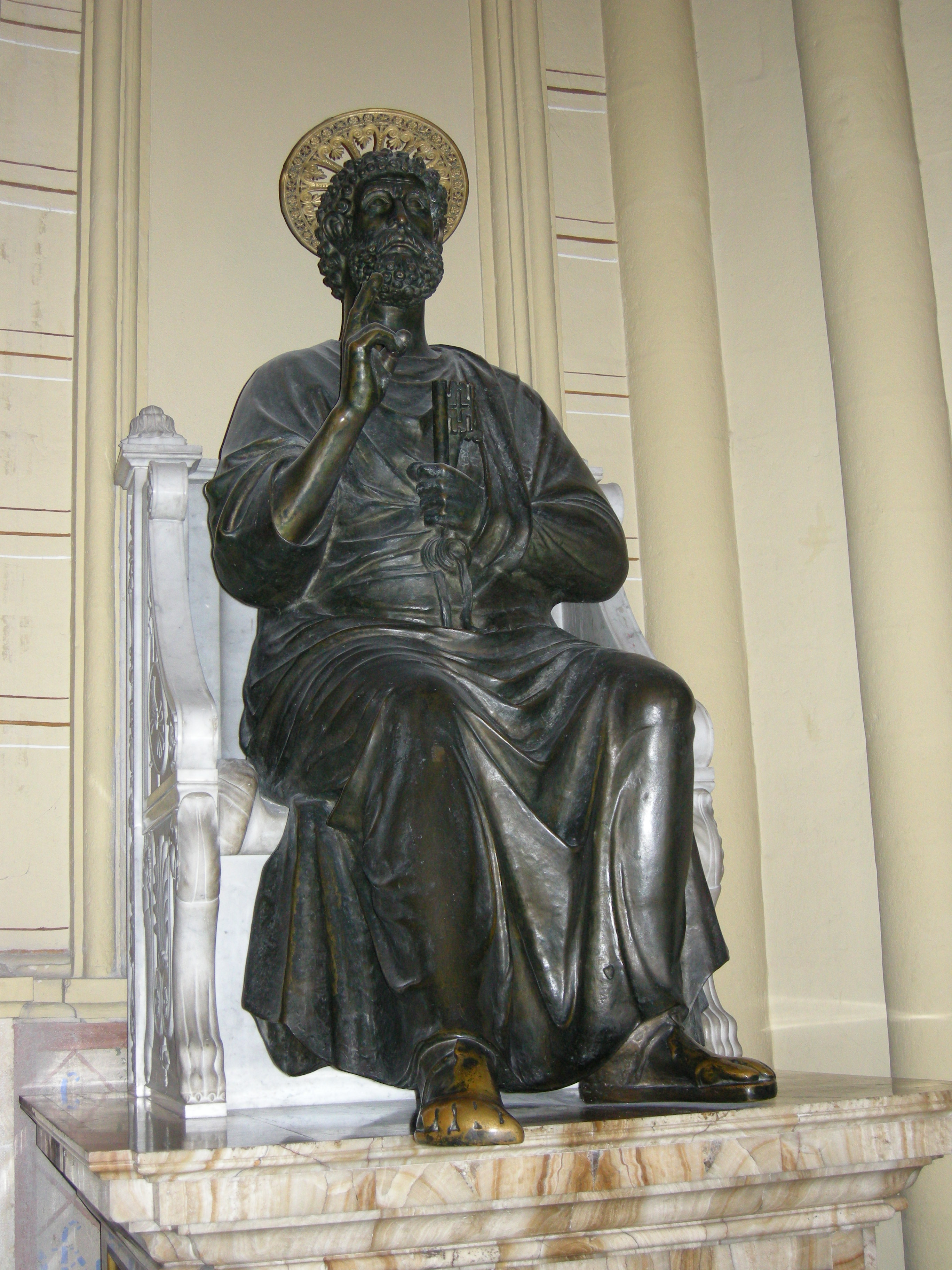
Estatua de San Pedro
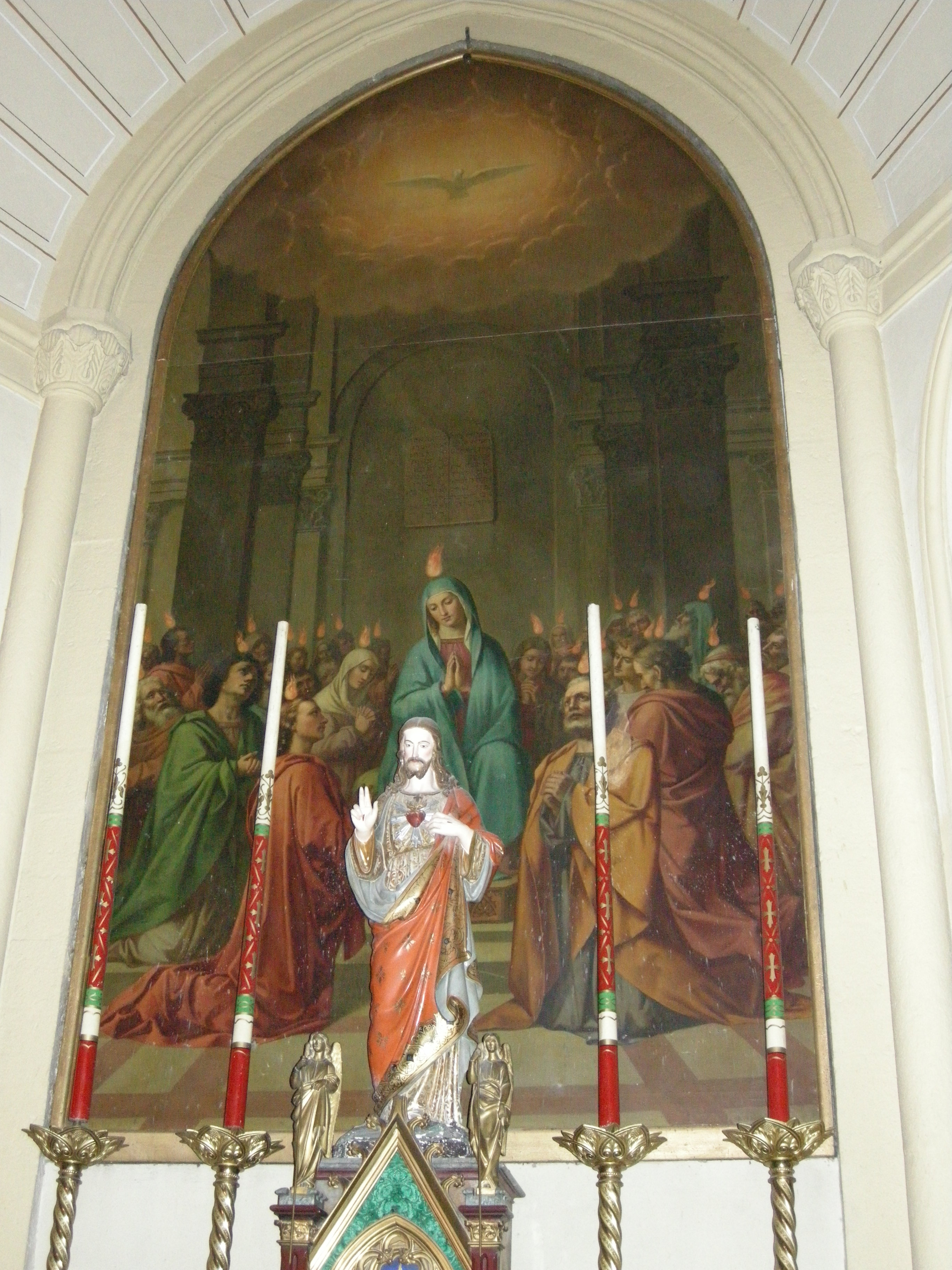
Altar del Espíritu Santo
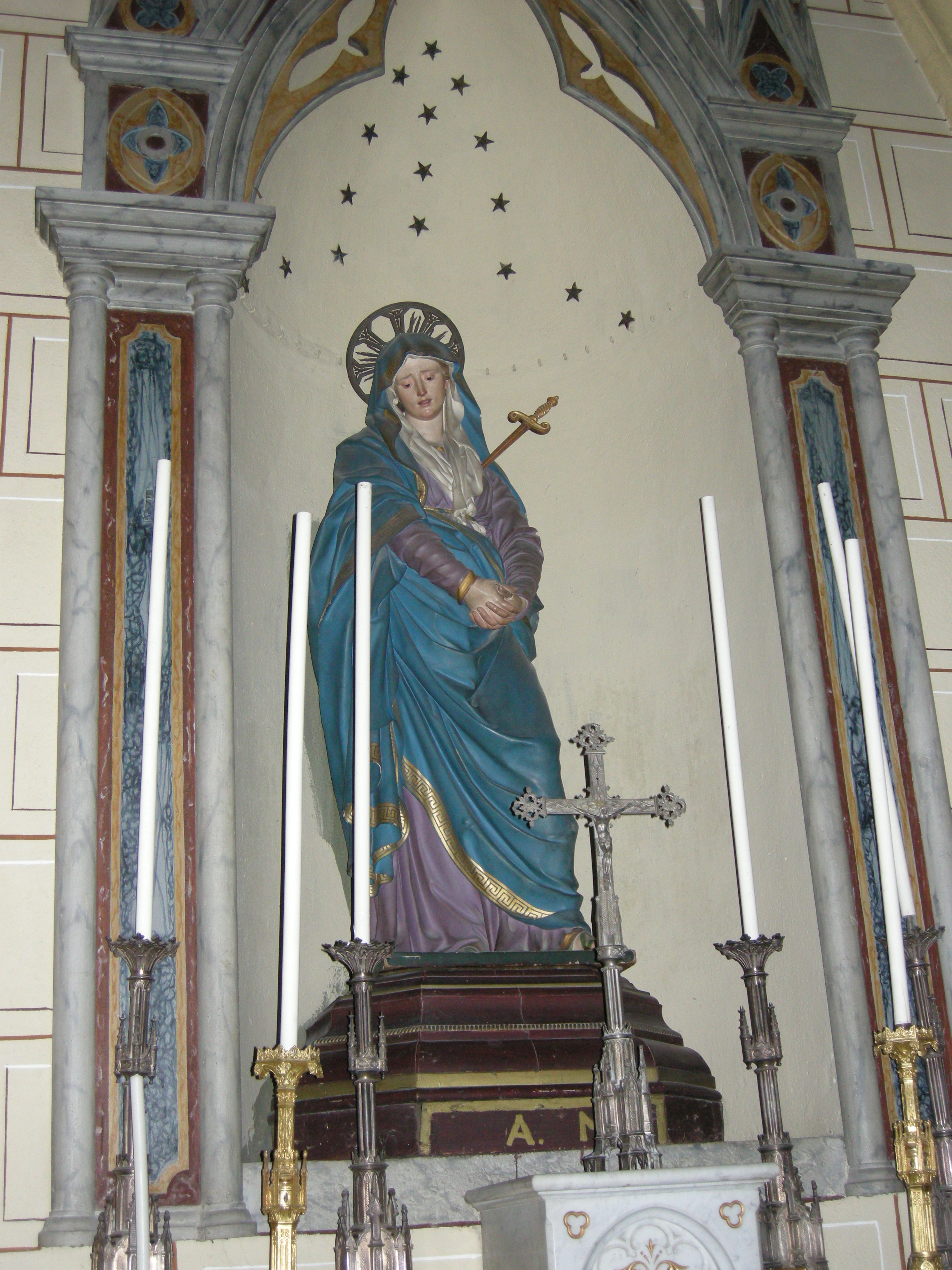
Altar de la Virgen de los Dolores
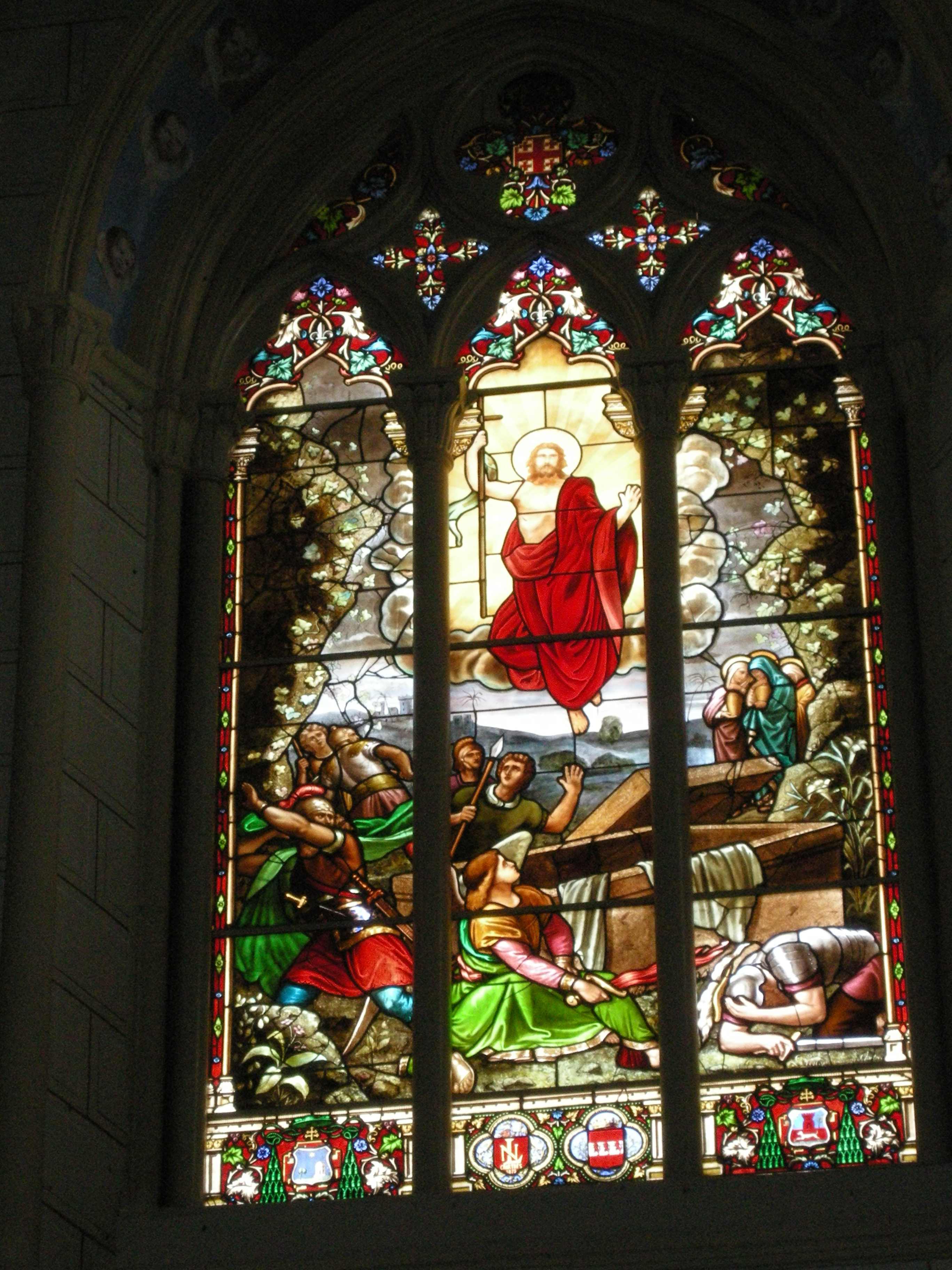
Vidriera de la Resurrección
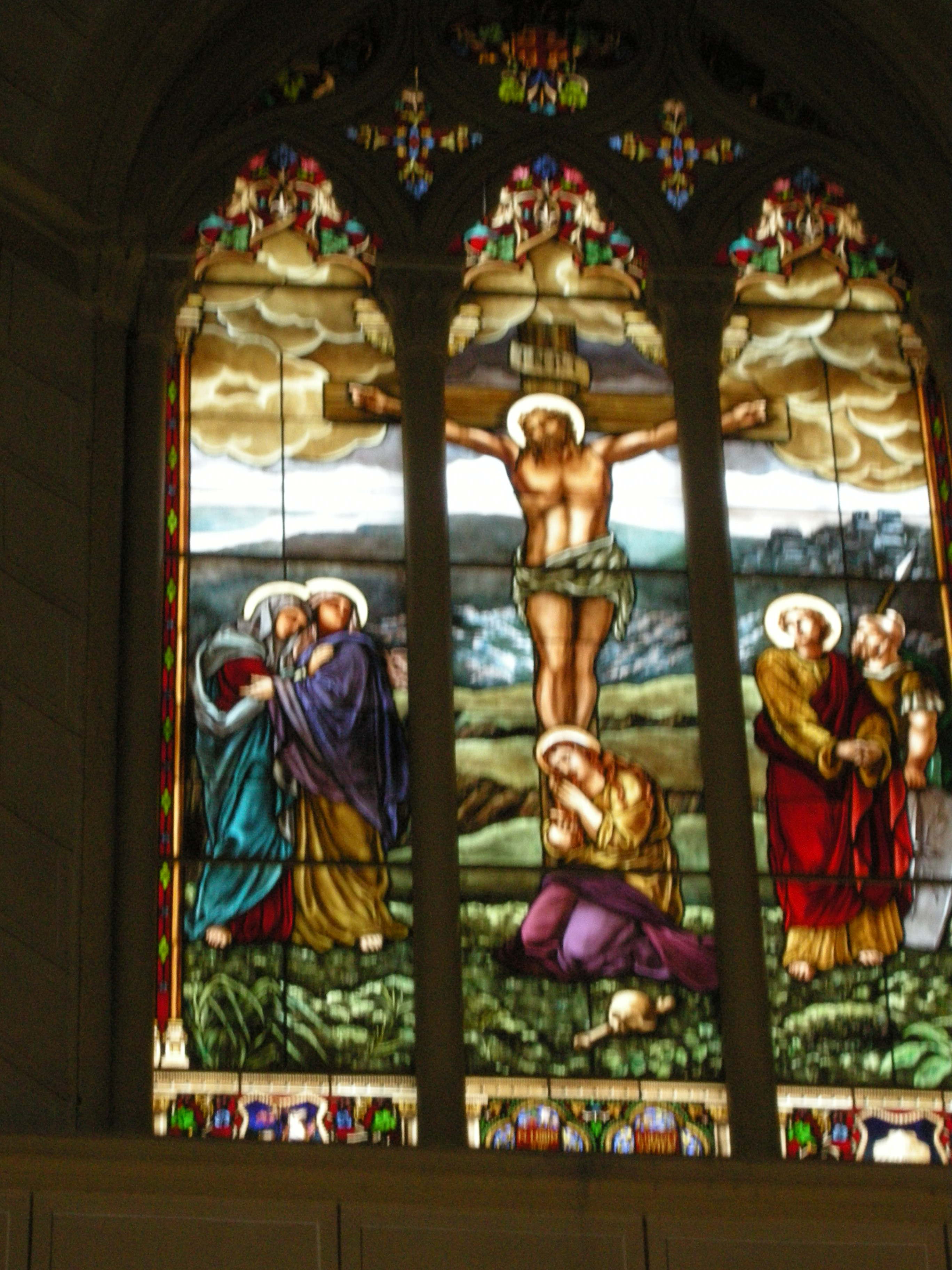
Vidriera de la Crucifixión
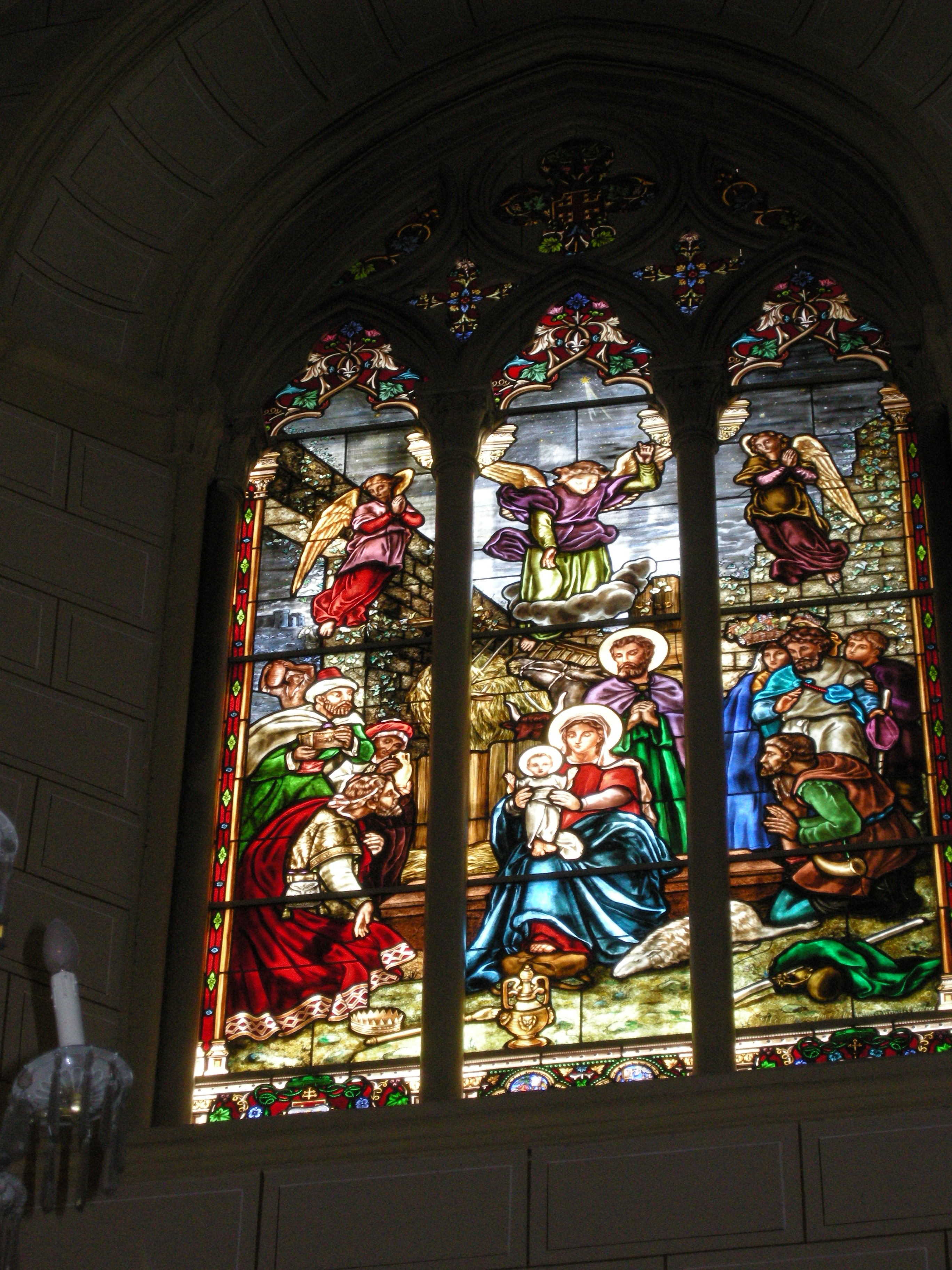
Vidriera de la Adoración de los Reyes Magos
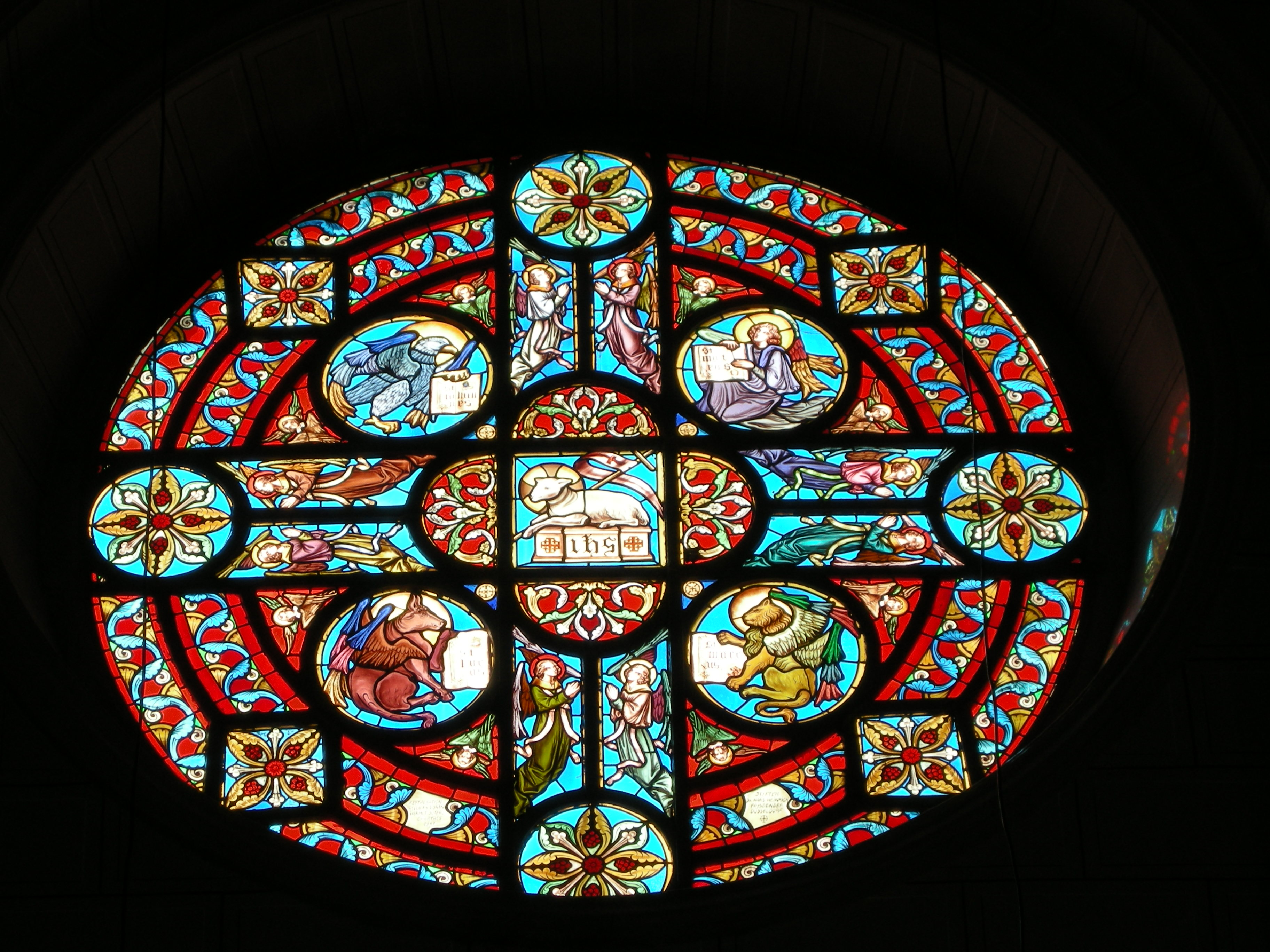
Vidriera que representa el Cordero pascual, rodeado de los Evangelistas, por encima del coro